# 燕藍灰蝶
燕藍灰蝶（學名：Cupido argiades），又名霧社燕小灰蝶、藍灰蝶、短尾藍灰蝶。

## 描述
本種為小型灰蝶，前翅長約11–13mm，具雌雄二型性。
雄蝶特徵：頭部褐色有白斑，複眼光滑，觸角黑褐色帶白環；下唇鬚白色、末端褐色。胸腹背面黑褐帶藍色，腹面白色；足白色具褐紋，前足跗節癒合。前翅三角形，後翅圓形，CuA2脈具短尾突。翅背藍紫色，外緣具黑褐邊，後翅外緣有斑列；翅腹灰白色，中央斑列曲折或波浪狀，具深色短線紋與雙列深色亞外緣紋，後翅M3與CuA1室末端有橙紋與帶金屬光澤的黑點。緣毛白色。
雌蝶特徵：與雄蝶相似，但前足跗節不癒合，翅背藍紋較弱、集中於翅內側。
翅腹共同特徵：底色白至灰白，中央有黑褐色斑列，前翅外側呈曲線、後翅呈波浪；中室端具暗褐短紋，後翅CuA2脈末端具尾突，M3與CuA1室常見橙紋與金屬鱗斑。緣毛白中帶褐。

## 分佈
廣泛見於歐亞大陸，在臺灣則主要分布在本島中南部高海拔山區及東北角，金門和馬祖亦有紀錄。

## 棲地
棲息於常綠及落葉闊葉林的林緣與空地，全年多世代。成蝶飛行緩慢，喜訪花，幼蟲以豆科鐵掃帚的花穗與幼葉、大麻科葎草的花穗為食。